# Guajirahalvön

Karta som visar Guajirahalvön (till vänster)

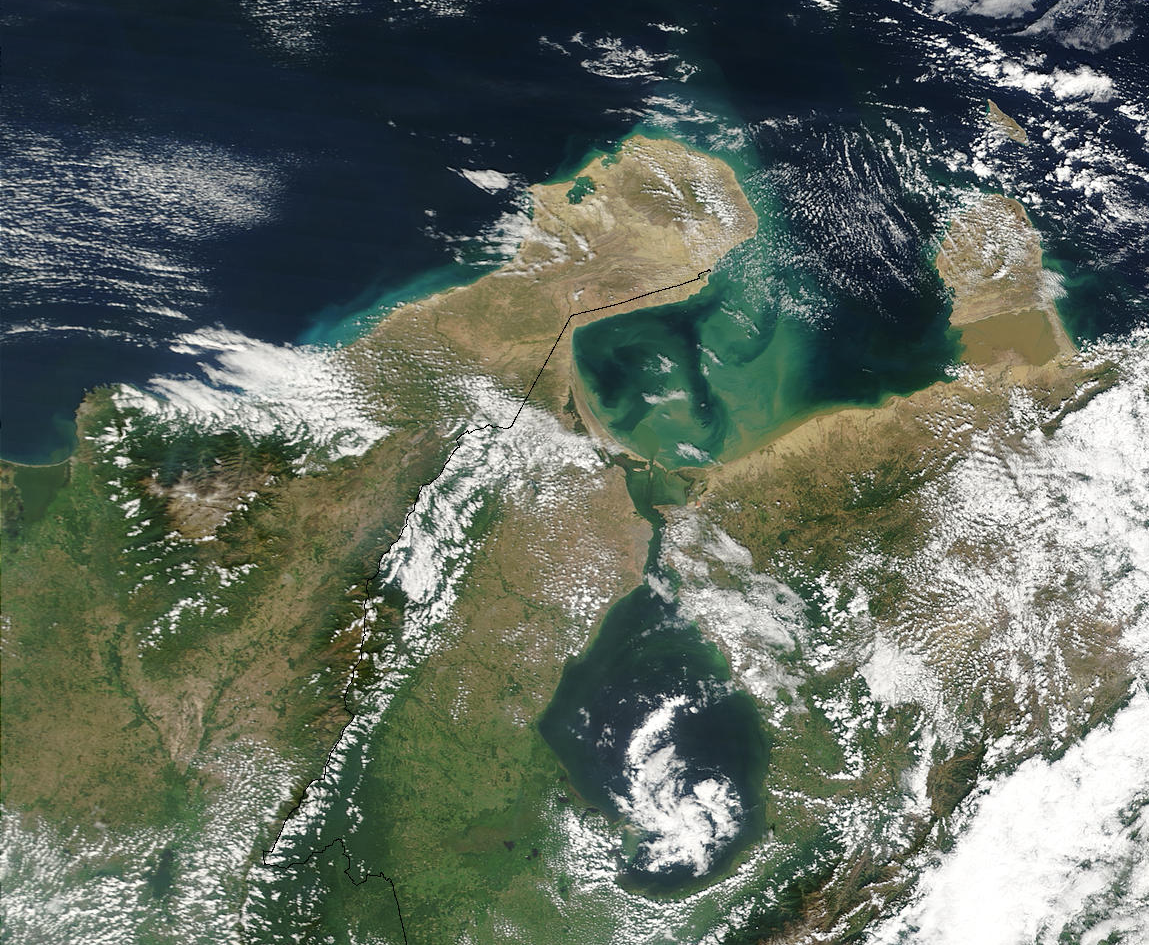
Satellitbild av Guajirahalvön

Guajirahalvön (spanska: Península de la Guajira) är en halvö i nordöstra Colombia och det nordvästra Venezuela i Karibiska sjön. Halvöns nordligaste punkt, Punta Gallinas, är tillika det Sydamerikanska fastlandets nordligaste punkt. Halvön har en areal på 25 000 km². En stor del av halvön täcks av Guajiraöknen. I norr finns även bergen Serranía de Macuira och nationalparken Parque Nacional Natural de Macuira.
Ursprungsfolket på halvön är Wayuu, även känt som Guajiro.
Merparten av Guajirahalvön tillhör Colombia och är en del av departementet La Guajira, medan en remsa i sydöst tillhör delstaten Zulia i Venezuela. Till slutet på 1800-talet tvistade Venezuela och Colombia om suveräniteten, men snart vid 1881 års laudo arbitral gick den största delen till Colombia, senare ratificerat i traktaten 1941.